# Алиев, Играмотдин Серажутдинович
Играмотдин Серажутдинович Алиев (укр. Іграмотдін Серажутдінович Алієв, род. 1947) — советский и украинский учёный, доктор технических наук, профессор.
Автор более 260 научных работ, в том числе монографий, а также более 60 авторских свидетельств СССР и патентов Украины.

## Биография
Родился 1 февраля 1947 года в селе Зильдик Дагестанской АССР.
Обучался в средней школе Зильдика. В 1965 году начал работать техником на заводе «Дагдизель» в городе Каспийске, одновременно в 1971 году окончил Ленинградский кораблестроительный институт (ныне Санкт-Петербургский государственный морской технический университет). Продолжил работать на этом же заводе: инженер-технолог, начальник сектора (в 1965—1974 годах). Затем обучался в аспирантуре.
В 1978 году защитил кандидатскую диссертацию на тему «Исследование процесса холодного поперечного выдавливания». С этого же года работал в Краматорском индустриальном институте (ныне Донбасская государственная машиностроительная академия), где прошёл ступени старшего преподавателя, доцента и профессора; был заведующим кафедры. С 1979 года участвовал в разработке научных проектов, с 1981 года возглавляет творческую лабораторию по разработке процессов холодной объемной штамповки. В 1995 году защитил докторскую диссертацию на тему «Обобщение и разработка ресурсосберегающих технологических процессов выдавливания». Занимался разработкой ресурсосберегающих технологических процессов и оборудования в области точной объемной штамповки. Под руководством И. С. Алиева защищено 1 докторская и 7 кандидатских диссертаций. Он является членом экспертного совета Высшей аттестационной комиссии Украины. С 2006 года возглавляет специализированный ученый совет по защите докторских диссертаций при ДГМА, член экспертной комиссии Министерства образования и науки Украины. С 2003 года по настоящее время является проректором ДГМА по научной работе.
Научная школа обработки металлов давлением (ОМД), организованная Алиевым, стала признанным научным центром. Ежегодное проведение международных научно-технических конференций по проблемам ОМД способствует обмену опытом между специалистами вузов, научных центров и предприятий Украины, России, Германии, Польши и других стран. Развитию школы способствует привлечение научной молодёжи, за последние годы успешно проведены Всеукраинские конкурсы магистерских выпускных работ по обработке металлов давлением, а также Всеукраинские студенческие олимпиады.
С 1989 года Играмотдин Алиев является редактором ежегодного специализированного межвузовского сборника по совершенствованию процессов и оборудования обработки давлением в металлургии и машиностроении. С 2005 года возглавляет редакционную коллегию «Вестника ДГМА» и тематического сборника научных трудов «Совершенствование процессов и оборудования для обработки давлением в металлургии и машиностроении» (оба включены в перечень специализированных изданий Украины). С 1989 года был редактором журнала «Металлообработка» (Санкт-Петербург) в Украине.
Играмотдин Серажутдинович Алиев дважды получал гранты для стажировки в вузах Германии. В 2001 году за высокие достижения в области обработки металлов он был избран академиком Российской кузнечной академии им. А. И. Зимина (объединяет выдающихся кузнецов-художников и специалистов в области обработки металлов давлением). Награждён медалью «За доблестный труд», а также нагрудными знаками «За научные достижения» и «Отличник образования Украины».